# Willy Krauß
Willy Krauß (* 10. Februar 1886 in Jena; † 26. Januar 1960) war ein deutscher Fußballspieler.

## Karriere

### Vereine
Krauß gehörte von 1908 bis 1910 dem FC Britannia 1899 Leipzig an, für den er in den vom Verband Mitteldeutscher Ballspiel-Vereine organisierten Mitteldeutschen Fußballmeisterschaft in der Abteilung B des Gau I – Nordwestsachsen bzw. der Gruppe A des Gau Nordwestsachsen zum Einsatz kam. Mit dem Abstieg seines Vereins in die zweite Spielklasse, wechselte er zum 1. SV Jena in den Gau Ostthüringen, aus dem er mit der Mannschaft als Meister hervorging, jedoch das Vorrundenspiel in der Meisterschaftsendrunde gegen den FC Wacker Halle am 12. März 1911 mit 2:6 verlor. In der Folgesaison erreichte er mit der Mannschaft, ebenfalls als Meister des Gaus Ostthüringen – und mit Überstehen der Vorrunde – das Viertelfinale gegen den SC Erfurt, der das Spiel mit 2:3 für sich entschied. In der Saison 1912/13 schied er mit seiner Mannschaft ebenfalls im Halbfinale – diesmal mit 0:3 gegen den Halleschen FC 1896 – aus dem Wettbewerb aus. Die Saison 1913/14 war die letzte, die er aufgrund des Ausbruchs des Ersten Weltkriegs spielte. Er wurde aber im Weltkrieg immer wieder mal reaktiviert und spielte sogar In der Mitteldeutschen Meisterschaft gegen Erfurt und Halle 1918 mit. Auch danach bleibt er dem 1.SV Jena erhalten als Schiedsrichter.

(Quelle Jenaische Zeitung vom 3. Mai 1918 und vorige)
(Quelle Schiri - Jenaische Zeitung vom 31.03.1920 )

### Auswahl-/Nationalmannschaft

Willy Krauß (rechts)
und Mitspieler, die den Kronprinzenpokal 1909 gewannen.

Als Spieler der Auswahlmannschaft des Verbandes Mitteldeutscher Ballspiel-Vereine nahm er am Wettbewerb um den Kronprinzenpokal teil. Nach Siegen im Viertel- und Halbfinale gewann er das am 18. April 1909 in Berlin erstmals ausgetragene Finale eines deutschen Fußball-Pokalwettbewerbs gegen die Auswahlmannschaft des Verbandes Berliner Ballspielvereine mit 3:1.
Für die A-Nationalmannschaft des DFB bestritt er zwei Länderspiele und war damit erster Nationalspieler des 1. SV Jena. Sein Debüt gab er am 26. März 1911 in Stuttgart beim 6:2-Sieg über die Schweizer Nationalmannschaft; sein letztes bestritt er am 14. April 1912 in Budapest beim 4:4-Unentschieden gegen die Nationalmannschaft Ungarns.

## Erfolge
- Gaumeister Ostthüringen 1911, 1912, 1913
- Kronprinzenpokal-Sieger 1909 (mit dem Verband Mitteldeutscher Ballspiel-Vereine)
- Meister Thüringen 1918

## Sonstiges
Krauß übte den Beruf des Mechanikers aus.